# Cissus duarteana
Cissus duarteana är en vinväxtart som beskrevs av Jacques Cambessèdes. Cissus duarteana ingår i släktet Cissus och familjen vinväxter. Inga underarter finns listade i Catalogue of Life.